# Lobendava
Lobendava – gmina w Czechach, w powiecie Děčín, w kraju usteckim. Według danych z dnia 1 stycznia 2014 liczyła 343 mieszkańców.
Jest to najbardziej na północ wysunięta miejscowość Czech.